# Bistum Lydda
Koordinaten: 31° 57′ 11,2″ N, 34° 53′ 58,7″ O

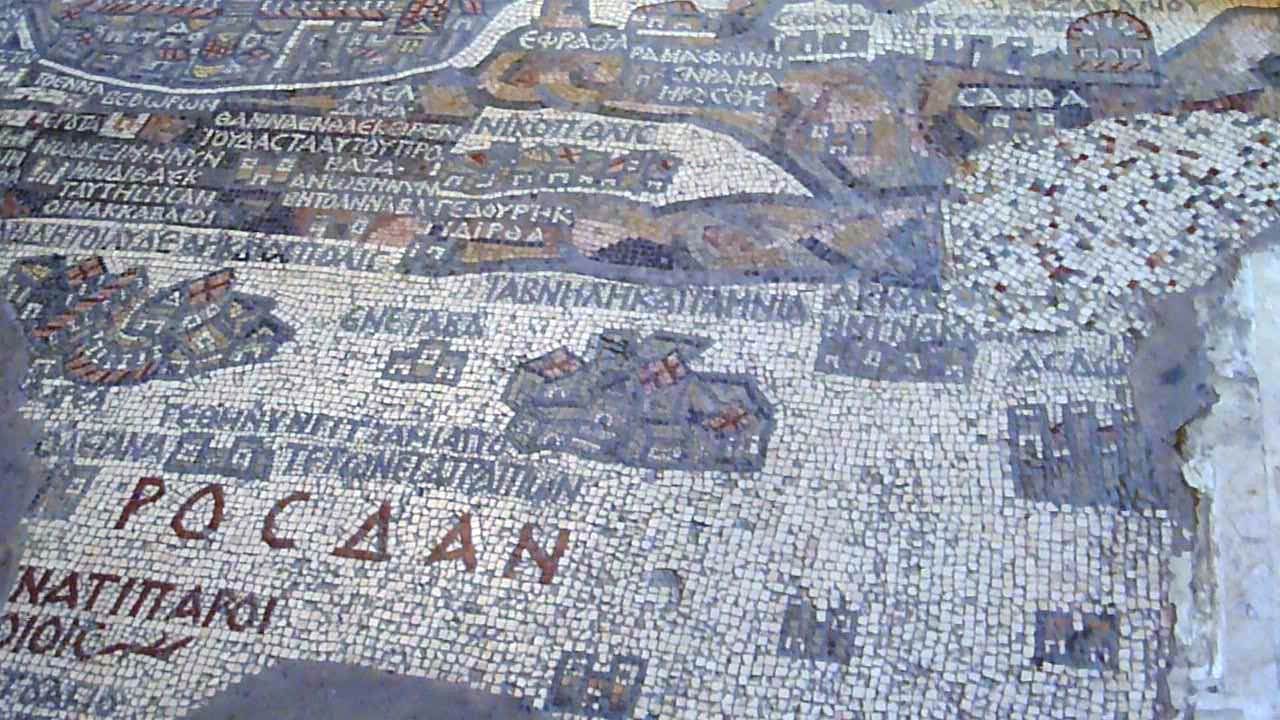
Lod auf der Mosaikkarte von Madaba

Das Bistum Lydda war ein frühchristlich-byzantinischer Bischofssitz in Diospolis (heute Lod, Israel), der nach der arabischen Eroberung 636 wahrscheinlich unterging. Im Mai 1099 wurde der Ort von den Kreuzfahrern erobert, die ihn nun Lydda nannten. Sie begründeten sofort einen neuen lateinischen Bischofssitz. Der neue Bischof war zunächst auch weltlicher Herr über Lydda und Ramla, später aber nur noch Stadtherr von Lydda. 1187 bis 1191 war Lydda in muslimischer Hand, und Kirche und Bischofspalast wurden zumindest teilweise zerstört. Nach der Rückeroberung von Akkon 1191 nahmen Bischof und Domkapitel ihren Sitz in Akkon. Ob Bischof und Kapitel in dieser Zeit nach Lydda zurückkehrten, ist nicht bekannt. 1266 wurde Lydda von Sultan Baibars erobert, und nach dem Fall von Akkon 1291 ging der Bischofssitz endgültig wieder unter. In der Tradition dieses untergegangenen Bischofssitzes steht das Titularbistum Lydda.

## Geschichte
Im antiken Diospolis entstand schon früh ein christlicher Bischofssitz, der spätestens mit der Nennung des Bischofs Aëtius auf dem Konzil von Nicäa 325 belegt ist.
Im Jahr 415 versammelten sich 14 Bischöfe in Lydda und diskutierten die Thesen des Pelagius. Dieser wurde vom Vorwurf der Häresie freigesprochen, da er leugnete, dass ihm vorgelegte Sätze von ihm stammten. In den Synoden von Karthago und Milevum (heute Mila, Algerien) von 416 wurde Pelagius dagegen als Häretiker verurteilt und Anfang 417 exkommuniziert.

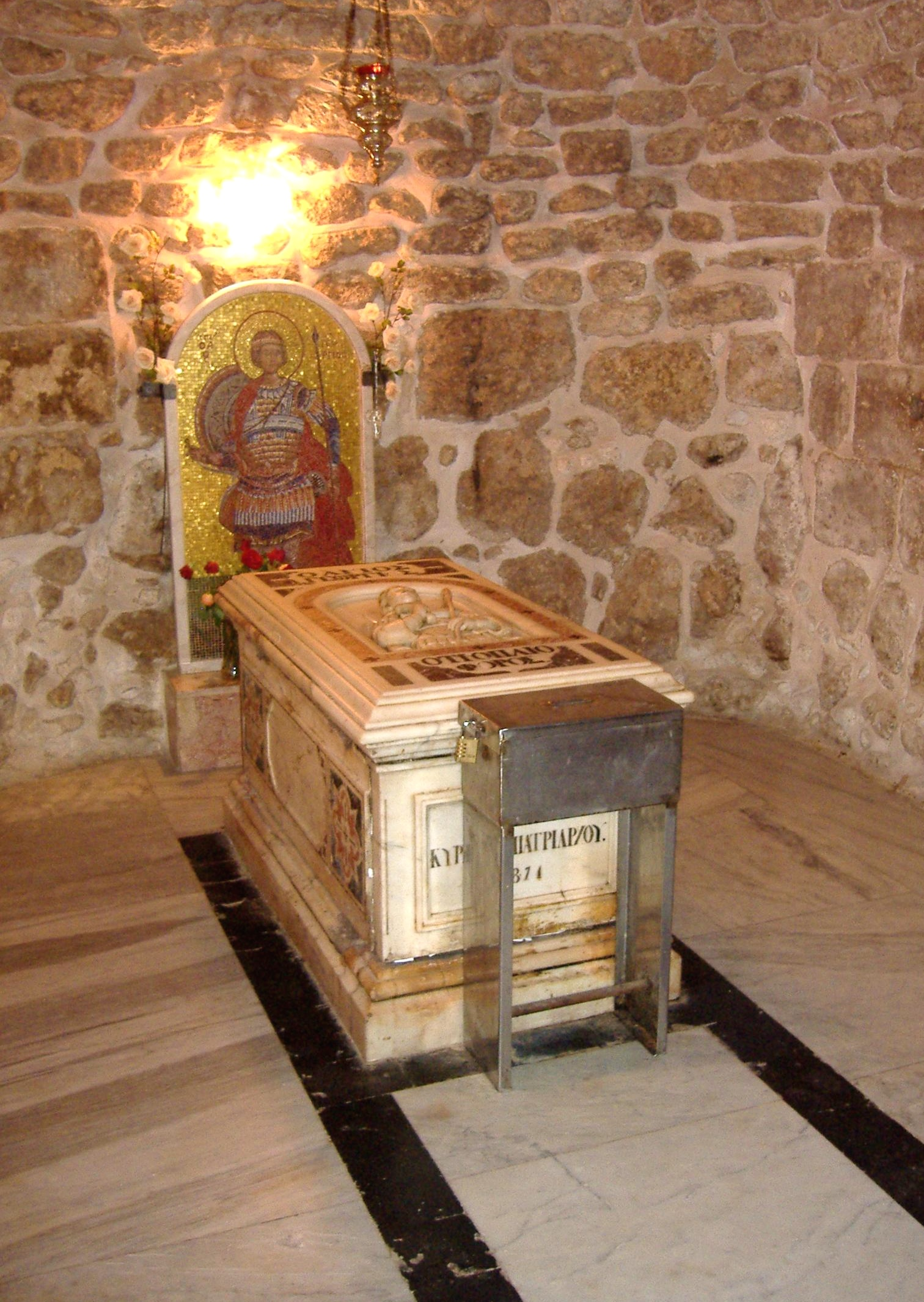
Der Sarkophag des heiligen Georg in der Krypta unter dem Chor der Kirche

Ab etwa dem 5. Jahrhundert wurde Lydda mit dem Martyrium des Hl. Georg assoziiert. Die Stadt wurde deshalb auch Georgioupolis genannt. Auf der Madaba-Karte, die zwischen 542 und 570 entstanden ist, erscheint Lydda als Stadt mit zwei Kirchen und einer Kolonnaden-Straße. Nach einem Pilgerbericht von 570 war damals die Verehrung des Hl. Georg schon etabliert. Man darf auch annehmen, dass zu dieser Zeit die große byzantinische Basilika über dem Grab des Hl. Georg, deren Reste z. T. heute noch vorhanden sind, bereits stand. Im Jahr 715/17 wurde die Stadt Ramla, nur vier Kilometer Luftlinie von Lydda entfernt, durch Sulaimān ibn ʿAbd al-Malik gegründet, der damals noch Gouverneur von Filastin war; er wurde noch im selben Jahr nach dem Tod seines Bruders Sultan von Ägypten. Während Ramla überwiegend muslimisch besiedelt wurde, bestanden christliches Leben und auch ein mit der St. Georgs-Kirche assoziiertes Kloster weiter in der Stadt Lydda. Erst auf Befehl des Kalifen al-Hakim wurde die große Basilika 1009/10 zerstört. Sie wurde wohl zwischen 1022 und 1038 durch finanzielle Mittel des ungarischen Königs Stefan wieder aufgebaut. 1033 und 1067/68 wurde die Nachbarstadt Ramla durch Erdbeben schwer zerstört. Welche Schäden die Erdbeben in Lydda anrichteten, ist nicht bekannt. 1071 wurden Ramla und Lydda von den Seldschuken erobert. 1098 wurden sie von den ägyptischen Fatimiden wieder zurückerobert.

### Liste der frühchristlich-byzantinischen Bischöfe
- Zeno
- 325 bis ? († vor 335) Aëtius
- 381 bis ? († vor 415) Dionysius
- 449 Photinus
- 518 Apollonius
- 582 bis 588 Eustathius

Aufgrund fehlender Urkunden ist es völlig unklar, wie lange und ob überhaupt das Bistum auch unter muslimischer Herrschaft weiter bestand. Bei der Eroberung von Lydda durch die Kreuzfahrer 1099 wird jedenfalls kein orthodoxer Bischof erwähnt. Aber 1205 soll der orthodoxe Erzbischof von Lydda nach Zypern geflohen sein. Die Gründe für die Flucht sind unbekannt. Nach Hamilton und Jotischky sollen die Kreuzfahrer einen orthodoxen Koadjutor-Bischof ernannt haben, den oben genannten Erzbischof bzw. dessen Vorläufer im Amt. Doch warum sollte der Koadjutor den Erzbischoftitel getragen haben, während sein Vorgesetzter nur Bischof war? Oder bestand doch noch ein orthodoxes Erzbistum bei der Ankunft der Kreuzfahrer?

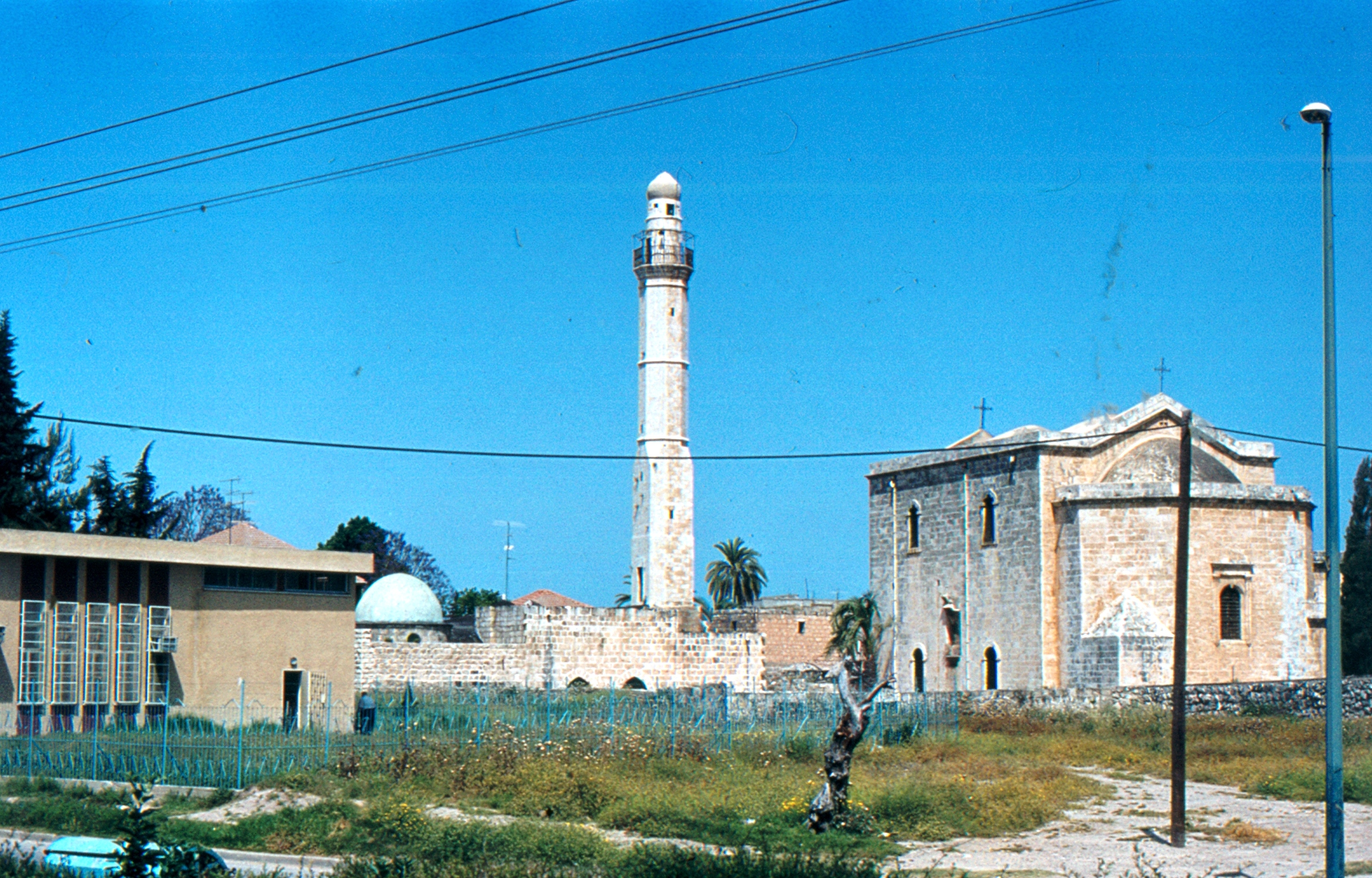
Griechisch-orthodoxe St. Georgskirche, Moschee und Synagoge im Bereich der alten St. Georgskathedrale

## Der lateinische Bischofssitz
Bei der Annäherung des Kreuzfahrerheeres Anfang Juni 1099 flohen die ägyptischen Soldaten aus Lydda und zerstörten angeblich die Kirche. Die Kreuzfahrer setzten Robert von Rouen als neuen lateinischen Bischof von Lydda ein und übergaben ihm auch die weltliche Herrschaft über Lydda und Ramla. Doch nur ein Jahr später machte Balduin I. Ramla und seine nächste Umgebung zur Krondomäne und später zu einer unabhängigen Herrschaft. Robert von Rouen blieb aber weltlicher Herr von Lydda. Der Bischofspalast war burgartig befestigt. Als weltlicher Herr von Lydda hatte Robert im Kriegsfall zehn Ritter und 20 Fußsoldaten für das königliche Heer zu stellen. Er blieb jedoch auch geistlicher Herr über Ramla. Aufgrund der räumlichen Nähe der beiden Städte erscheint das Bistum bzw. der Bischof in den Urkunden auch als Bistum von Lydda und Ramla bzw. Bischof von Lydda und Ramla. In einer Urkunde von 1112 erscheint der damalige Bischof Roger sogar als (episcopus) Ramathensis. Die in der Literatur gelegentlich zu findende Bezeichnung Doppelbistum ist irreführend, denn es gab nie zwei Bistümer, sondern nur ein Bistum unter verschiedenen Namen.
Nach den Assises de Jerusalem hatte der Bischof von Lydda um 1180 fünf Suffragane:
- den Abt des Klosters St. Joseph
- den Abt des Klosters St. Habakuk
- den Prior von St. Johannes Evangelist (unbekannte Lage im Bistum, St. Johannes Evangelist in Ramla?)
- den Prior des Klosters St. Katharina de Campo Belli
- die Äbtissin des Klosters S. Maria Trium Umbrarum (unbekannte Lage im Bistum, im 13. Jahrhundert hielt sich der Konvent in Akkon auf).

1187 eroberte Saladin Lydda und Ramla. 1191 gab er den Befehl zur Zerstörung des befestigten Bischofspalastes und des Schiffes der St. Georgskirche. Mit dem Frieden von 1191 kamen Lydda und Ramla wieder in fränkische Hand. 1266 wurden schließlich beide Städte von Sultan Baibars erobert. Auf dem Areal der früheren St. Georgskirche stehen heute die 1870 wieder aufgebaute griechisch-orthodoxe St. Georgskirche, die Teile der alten Basilika umfasst, eine Moschee, deren Innenhof das frühere Schiff der alten St. Georgskirche war, und nicht weit davon entfernt auch eine Synagoge.

## Bischof und Domkapitel im Exil in Akkon
1187 wurde Bischof Bernhard von Lydda in der Schlacht bei Hattin gefangen genommen. Nach Pringle kam er später frei und starb bei der Belagerung von Akkon in den Jahren 1189/91. Nach der Rückeroberung von Akkon 1191 siedelten sich der namentlich nicht bekannte (neue) Bischof und das Domkapitel in Akkon in ihrer dortigen Kirche, ebenfalls St. Georg genannt, an. Diese lag nach Pringle in der Vorstadt Montmussard, dicht an der Mauer zur Altstadt von Akkon. In den 1190er Jahren war der namentlich nicht bekannte Bischof im Auftrag von Papst Innozenz III. im Westen unterwegs, um hier für einen neuen Kreuzzug zu predigen. Ob Bischofssitz und St. Georgskirche in Lydda wieder hergestellt wurden und Bischof und Domkapitel zurückkehrten, ist urkundlich nicht belegt. 1223 erhielt der namentlich nicht genannte Bischof von Lydda eine Präbende aus dem Bistum Orense in Spanien. 1260 ist in Akkon der Archidiakon Wilhelm von Salonicea, Mitglied des Domkapitels von Lydda erwähnt, der 1273 Bischof von Tiberias wurde, aber schon ein Jahr später starb. Sein Nachfolger wurde Wilhelm von Velus, der vorher Praecentor des Kapitels von Lydda war. Vermutlich stand es um die Finanzen des Bistums nicht gut, denn der Kanoniker Jakob (des Lyddaer Kapitels) war 1263 päpstlicher Schreiber. Zur Finanzierung des Domkapitels gehörten zum Beispiel die Einnahmen aus dem Ablasshandel. Beim Besuch der St. Georgskirche in Akkon (und entsprechenden Opfern) erhielten die Pilger einen Ablass von sieben Jahren.
1291 wurde Akkon durch den ägyptischen Sultan Chalil erobert. Ob Bischof und Kapitel überlebten, ist nicht bekannt. Bereits 1295 ist der Bischof Andreas von Lydda Weihbischof in Breslau. Ob er der Bischof war, der bis 1291 noch in Akkon residierte und fliehen konnte oder ob er schon als erster Titularbischof eingesetzt wurde, ist ebenfalls nicht bekannt.

## Lateinische Bischöfe
- Juni 1099 bis 1102 Robert von Rouen[3]
- 1112 bis 1147 Roger, Bischof[4][3]
- 1154 bis 1161 Constantinus[3]
- 1161 bis 1168 Rainerius[3]
- 1169 bis 4. Juli 1187 Bernardus, war vorher Abt des Benediktinerklosters. S. Salvator auf dem Berg Tabor, er wurde bei der Schlacht bei Hattin gefangen genommen[5][3]
- bis 1189/91 NN, starb vor Akkon[3]
- 1194, 1198/99 NN[3] (war längere Zeit im Westen und predigte für einen neuen Kreuzzug)
- 1225 (electus), 1232 Radulfus I./Ralph[3]
- 1233 A.
- 1238 bis 17. Oktober 1244 Radulfus II., in der Schlacht um Gaza gefallen
- 1245 bis 1253 Arnaldus/Arnold[3]
- ? bis 1263 Willelmus/Wilhelm/Guillaume,[3] wurde 1263 Bischof von Agen
- 1267 bis Juni 1271 Johannes von Troyes[3]
- Juni 1286 Geoffrey/Gaufridus[3]